# Aplanogamia
Aplanogamia – typ rozmnażania płciowego polegający na łączeniu dwóch nieruchomych gamet i wytworzeniu zygoty. Jest jedną z odmian gametogamii. Wyróżnia się dwa rodzaje aplanogamii:
- aplanogamia izogamiczna – łączenie się dwóch gamet, które są wzajemnie nieruchome i nie różnią się morfologicznie, występuje między nimi tylko zróżnicowanie płciowe (fizjologiczne) na dwa typy oznaczane jako (+) i (–). Tego rodzaju aplanogamia występuje np. u grzybów należących do gromady skoczkowców,
- aplanogamia anizogamiczna – łączenie się dwóch nieruchomych gamet zróżnicowanych nie tylko płciowo, ale różniących się również morfologicznie.

Przeciwieństwem aplanogamii jest planogamia.